# 草酸钷
草酸钷是钷的草酸盐，化学式为Pm2(C2O4)3。其十水合物为单斜晶体，空间群P21/m。草酸钷三水合物可以分解为稳定的碱式碳酸盐Pm2O2CO3，并于更高温度生成氧化钷。